# 2016年夏季奧林匹克運動會拳擊比賽
2016年夏季奧林匹克運動會拳擊比賽於2016年8月6日至21日在巴西里約熱內盧的里約中心2號館舉行。

## 獎牌得主

### 男子
| 项目                | 金牌                                 | 银牌                                | 铜牌                                     |
| 轻蝇量级 （詳細）   | 哈桑博伊·杜斯马托夫 · （UZB）        | 尤韦连·马丁内斯 · 哥伦比亚（COL）   | 胡阿尼斯·阿基拉格斯 · 古巴（CUB）        |
| 轻蝇量级 （詳細）   | 哈桑博伊·杜斯马托夫 · （UZB）        | 尤韦连·马丁内斯 · 哥伦比亚（COL）   | 尼科·埃尔南德斯 · 美国（USA）            |
| 蝇量级 （詳細）     | Shakhobidin Zoirov · （UZB）         | Yoel Finol · 委内瑞拉（VEN）        | 空缺                                     |
| 蝇量级 （詳細）     | Shakhobidin Zoirov · （UZB）         | Yoel Finol · 委内瑞拉（VEN）        | 胡建关 · 中国（CHN）                     |
| 雏量级 （詳細）     | Robeisy Ramírez · 古巴（CUB）        | 沙库尔·史蒂文森 · 美国（USA）       | Vladimir Nikitin · 俄罗斯（RUS）         |
| 雏量级 （詳細）     | Robeisy Ramírez · 古巴（CUB）        | 沙库尔·史蒂文森 · 美国（USA）       | 穆罗忠·艾哈迈达利耶夫 · （UZB）          |
| 轻量级 （詳細）     | 罗布松·孔塞桑 · 巴西（BRA）          | Sofiane Oumiha · 法国（FRA）        | 拉萨罗·阿尔瓦雷斯 · 古巴（CUB）          |
| 轻量级 （詳細）     | 罗布松·孔塞桑 · 巴西（BRA）          | Sofiane Oumiha · 法国（FRA）        | Dorjnyambuugiin Otgondalai · 蒙古（MGL） |
| 轻次中量级 （詳細） | Fazliddin Gaibnazarov · （UZB）      | 洛伦索·索托马约尔 · 阿塞拜疆（AZE） | Vitaly Dunaytsev · 俄罗斯（RUS）         |
| 轻次中量级 （詳細） | Fazliddin Gaibnazarov · （UZB）      | 洛伦索·索托马约尔 · 阿塞拜疆（AZE） | Artem Harutyunyan · 德国（GER）          |
| 次中量级 （詳細）   | Daniyar Yeleussinov · （KAZ）        | Shakhram Giyasov · （UZB）          | Mohammed Rabii · 摩洛哥（MAR）           |
| 次中量级 （詳細）   | Daniyar Yeleussinov · （KAZ）        | Shakhram Giyasov · （UZB）          | Souleymane Cissokho · 法国（FRA）        |
| 中量级 （詳細）     | 阿伦·洛佩斯 · 古巴（CUB）            | 别克捷米尔·梅利库济耶夫 · （UZB）   | 米萨埃尔·罗德里格斯 · 墨西哥（MEX）      |
| 中量级 （詳細）     | 阿伦·洛佩斯 · 古巴（CUB）            | 别克捷米尔·梅利库济耶夫 · （UZB）   | 卡姆兰·沙赫苏瓦尔雷 · 阿塞拜疆（AZE）    |
| 轻重量级 （詳細）   | 胡利奥·塞萨尔·拉克鲁斯 · 古巴（CUB） | Adilbek Niyazymbetov · （KAZ）      | Mathieu Bauderlique · 法国（FRA）        |
| 轻重量级 （詳細）   | 胡利奥·塞萨尔·拉克鲁斯 · 古巴（CUB） | Adilbek Niyazymbetov · （KAZ）      | Joshua Buatsi · 英国（GBR）              |
| 重量级 （詳細）     | Evgeny Tishchenko · 俄罗斯（RUS）    | Vasiliy Levit · （KAZ）             | 鲁斯塔姆·图拉加诺夫 · （UZB）            |
| 重量级 （詳細）     | Evgeny Tishchenko · 俄罗斯（RUS）    | Vasiliy Levit · （KAZ）             | Erislandy Savón · 古巴（CUB）            |
| 超重量级 （詳細）   | Tony Yoka · 法国（FRA）              | 乔·乔伊斯 · 英国（GBR）             | 菲利普·赫尔戈维奇 · 克罗地亚（CRO）      |
| 超重量级 （詳細）   | Tony Yoka · 法国（FRA）              | 乔·乔伊斯 · 英国（GBR）             | Ivan Dychko · （KAZ）                    |

### 女子
| 项目            | 金牌                          | 银牌                           | 铜牌                                |
| 蝇量级 （詳細） | 尼古拉·亚当斯 · 英国（GBR）   | Sarah Ourahmoune · 法国（FRA） | 任灿灿 · 中国（CHN）                |
| 蝇量级 （詳細） | 尼古拉·亚当斯 · 英国（GBR）   | Sarah Ourahmoune · 法国（FRA） | 因格丽特·巴伦西亚 · 哥伦比亚（COL） |
| 轻量级 （詳細） | 埃丝特勒·莫瑟利 · 法国（FRA） | 尹军花 · 中国（CHN）           | 米拉·波特科宁 · 芬兰（FIN）         |
| 轻量级 （詳細） | 埃丝特勒·莫瑟利 · 法国（FRA） | 尹军花 · 中国（CHN）           | Anastasia Belyakova · 俄罗斯（RUS） |
| 中量级 （詳細） | 克勞瑞莎·希爾茲 · 美国（USA） | 瑙赫卡·丰泰因 · 荷兰（NED）    | Dariga Shakimova · （KAZ）          |
| 中量级 （詳細） | 克勞瑞莎·希爾茲 · 美国（USA） | 瑙赫卡·丰泰因 · 荷兰（NED）    | 李倩 · 中国（CHN）                  |

## 獎牌榜
*   主办国家/地区（巴西）
| 排名                      | 国家 / 地区               | 金牌 | 銀牌 | 銅牌 | 总计 |
| ------------------------- | ------------------------- | ---- | ---- | ---- | ---- |
| 1                         |                           | 3    | 2    | 2    | 7    |
| 2                         | 古巴                      | 3    | 0    | 3    | 6    |
| 3                         | 法国                      | 2    | 2    | 2    | 6    |
| 4                         |                           | 1    | 2    | 2    | 5    |
| 5                         | 英国                      | 1    | 1    | 1    | 3    |
| 5                         | 美国                      | 1    | 1    | 1    | 3    |
| 7                         | 俄罗斯[a]                 | 1    | 0    | 3    | 4    |
| 8                         | 巴西*                     | 1    | 0    | 0    | 1    |
| 9                         | 中国                      | 0    | 1    | 3    | 4    |
| 10                        | 阿塞拜疆                  | 0    | 1    | 1    | 2    |
| 10                        | 哥伦比亚                  | 0    | 1    | 1    | 2    |
| 12                        | 荷兰                      | 0    | 1    | 0    | 1    |
| 12                        | 委内瑞拉                  | 0    | 1    | 0    | 1    |
| 14                        | 克罗地亚                  | 0    | 0    | 1    | 1    |
| 14                        | 芬兰                      | 0    | 0    | 1    | 1    |
| 14                        | 德国                      | 0    | 0    | 1    | 1    |
| 14                        | 摩洛哥                    | 0    | 0    | 1    | 1    |
| 14                        | 墨西哥                    | 0    | 0    | 1    | 1    |
| 14                        | 蒙古                      | 0    | 0    | 1    | 1    |
| 总计（共19个国家 / 地区） | 总计（共19个国家 / 地区） | 13   | 13   | 25   | 51   |

## 爭議
本屆賽事接連出現批評裁判不公的輿論，國際拳擊協會（AIBA）下令撤換部分裁判，坦承他們出現一些不合乎標準的判決。英國《衛報》甚至引用消息來源，指國際奧會執行委員、同時也是國際拳擊協會主席吳經國必須下台。《ESPN》報導，國際拳總總會發出聲明，承認裁判判決不當，在巴西時間8月17日宣布撤換部分奧運部分裁判，但國際拳總並未公布遭撤換裁判的姓名。對於外界指責腐敗，國際拳總總會對此否認，並強調會維持比賽的公正性。里約奧運拳擊項目爭議包括：男子拳擊49公斤級賽事，中國拳擊手呂斌在裁判勝負前以為贏了高舉雙手慶祝，未料裁判卻判對手獲勝，呂斌事後接受訪問時說「裁判偷走了我的夢想」；男子雛量56公斤級複賽，愛爾蘭拳手迈克尔·康兰將對手打得對手頭破血流，最終卻輸掉比賽，讓他怒斥裁判：「一群作弊的雜種！」；烏茲別克拳手蓋布納扎洛夫（Fazliddin Gaibnazarov）被美國拳手羅素（Gary Russell）揍了一頓，最後裁判判蓋布納扎洛夫獲勝，羅素的父親接受媒體訪問時說：「我们没有钱去贿赂裁判。」最後，所有参加过里约奥运会执法的36名裁判人员，都被禁赛，并要接受特别调查委员会的调查。

## 外部連結
- NBC Olympics（页面存档备份，存于）